# Stuart O'Keefe
Stuart Antony Alan O'Keefe (Eye, 4 marzo 1991) è un calciatore inglese, centrocampista del Chatham Town.

## Carriera
Stuart O'Keefe ha cominciato la sua carriera nelle giovanili dell'Ipswich Town, da cui si svincola nel 2007 per approdare al Southend.
Fa il suo esordio con il nuovo club contro il Telford United in un match di FA Cup, mentre il debutto in Football League avviene il 20 gennaio 2009 contro il Leyton Orient.
Nell'estate 2010 viene acquistato dal Crystal Palace non riuscendo tuttavia a trovare molto spazio. Segna la sua prima rete in carriera il 31 agosto 2013, durante la prima giornata di Premier League contro il Sunderland, mettendo in rete il gol del definitivo 3-1 dopo essere entrato dalla panchina.

## Statistiche

### Presenze e reti nei club
Statistiche aggiornate al 27 aprile 2021.
| Stagione              | Squadra               | Campionato            | Campionato | Campionato | Coppe nazionali | Coppe nazionali | Coppe nazionali | Coppe continentali | Coppe continentali | Coppe continentali | Altre coppe | Altre coppe | Altre coppe | Totale | Totale |
| Stagione              | Squadra               | Comp                  | Pres       | Reti       | Comp            | Pres            | Reti            | Comp               | Pres               | Reti               | Comp        | Pres        | Reti        | Pres   | Reti   |
| --------------------- | --------------------- | --------------------- | ---------- | ---------- | --------------- | --------------- | --------------- | ------------------ | ------------------ | ------------------ | ----------- | ----------- | ----------- | ------ | ------ |
| 2008-2009             | Southend Utd          | FL1                   | 3          | 0          | FACup+CdL       | 0               | 0               | -                  | -                  | -                  | FLT         | -           | -           | 3      | 0      |
| 2009-2010             | Southend Utd          | FL1                   | 7          | 0          | FACup+CdL       | 1+0             | 0               | -                  | -                  | -                  | FLT         | -           | -           | 8      | 0      |
| Totale Southend Utd   | Totale Southend Utd   |                       | 10         | 0          |                 | 1               | 0               |                    | -                  | -                  |             | -           | -           | 11     | 0      |
| 2010-2011             | Crystal Palace        | FLC                   | 4          | 0          | FACup+CdL       | 0+0             | 0               | -                  | -                  | -                  | -           | -           | -           | 4      | 0      |
| 2011-2012             | Crystal Palace        | FLC                   | 13         | 0          | FACup+CdL       | 1+5             | 0               | -                  | -                  | -                  | -           | -           | -           | 19     | 0      |
| 2012-2013             | Crystal Palace        | FLC                   | 5+2        | 0          | FACup+CdL       | 1+2             | 0               | -                  | -                  | -                  | -           | -           | -           | 10     | 0      |
| 2013-2014             | Crystal Palace        | PL                    | 12         | 1          | FACup+CdL       | 2+1             | 0               | -                  | -                  | -                  | -           | -           | -           | 15     | 1      |
| ago.-nov. 2014        | Crystal Palace        | PL                    | 2          | 0          | FACup+CdL       | 1+0             | 0               | -                  | -                  | -                  | -           | -           | -           | 3      | 0      |
| Totale Crystal Palace | Totale Crystal Palace | Totale Crystal Palace | 36+2       | 1+0        |                 | 13              | 0               |                    | -                  | -                  |             | -           | -           | 51     | 1      |
| nov.-dic. 2014        | Blackpool             | FLC                   | 4          | 0          | FACup+CdL       | -               | -               | -                  | -                  | -                  | -           | -           | -           | 4      | 0      |
| gen.-giu. 2015        | Cardiff City          | FLC                   | 6          | 0          | FACup+CdL       | -               | -               | -                  | -                  | -                  | -           | -           | -           | 6      | 0      |
| 2015-2016             | Cardiff City          | FLC                   | 24         | 2          | FACup+CdL       | 1+2             | 0               | -                  | -                  | -                  | -           | -           | -           | 27     | 2      |
| 2016-gen. 2017        | Cardiff City          | FLC                   | 8          | 0          | FACup+CdL       | 1+1             | 0               | -                  | -                  | -                  | -           | -           | -           | 10     | 0      |
| gen.-giu. 2017        | MK Dons               | FL1                   | 18         | 4          | FACup+CdL       | -               | -               | -                  | -                  | -                  | -           | -           | -           | 18     | 4      |
| ago. 2017             | Cardiff City          | FLC                   | 0          | 0          | FACup+CdL       | 0+2             | 0               | -                  | -                  | -                  | -           | -           | -           | 2      | 0      |
| 2017-2018             | Portsmouth            | FL1                   | 21         | 0          | FACup+CdL       | 1+0             | 0               | -                  | -                  | -                  | FLT         | 3           | 2           | 25     | 2      |
| 2018-gen. 2019        | Plymouth Argyle       | FL1                   | 11         | 0          | FACup+CdL       | 0+1             | 0               | -                  | -                  | -                  | FLT         | 1           | 0           | 13     | 0      |
| gen.-giu. 2019        | Cardiff City          | PL                    | 0          | 0          | FACup+CdL       | 0+0             | 0               | -                  | -                  | -                  | -           | -           | -           | 0      | 0      |
| Totale Cardiff City   | Totale Cardiff City   | Totale Cardiff City   | 38         | 2          |                 | 7               | 0               |                    | -                  | -                  |             | -           | -           | 37     | 2      |
| 2019-2020             | Gillingham            | FL1                   | 30         | 3          | FACup+CdL       | 3+0             | 0               | -                  | -                  | -                  | FLT         | 2           | 1           | 35     | 4      |
| 2020-2021             | Gillingham            | FL1                   | 22         | 0          | FACup+CdL       | 0+2             | 0               | -                  | -                  | -                  | FLT         | 0           | 0           | 24     | 0      |
| Totale Gillingham     | Totale Gillingham     | Totale Gillingham     | 52         | 3          |                 | 5               | 0               |                    | -                  | -                  |             | 2           | 1           | 59     | 4      |
| Totale carriera       | Totale carriera       | Totale carriera       | 192        | 10         |                 | 29              | 0               |                    | -                  | -                  |             | 7           | 3           | 228    | 13     |